# برگه ۱۶
برگه ۱۶ (به انگلیسی: Breguet 16) یک هواگرد ساختِ کارخانهٔ برگه اویاسیون در کشور فرانسه است. این هواگرد برای نخستین بار در ۱ ژوئن ۱۹۱۸ میلادی مورد استفاده قرار گرفت.